# 20e étape du Tour d'Italie 2020
Pour un article plus général, voir Tour d'Italie 2020.
La 20e étape du Tour d'Italie 2020 se déroule le samedi 24 octobre 2020, entre Alba et Sestrières, sur une distance de 190 km.

## Parcours
Cette étape se déroule sur le plat les cent premiers kilomètres avant de monter à Sestrières. Cette ascension est à effectuer trois fois.

## Déroulement de la course
Lors de la dernière étape de montagne, la formation Ineos fait exploser le peloton dans la deuxième montée vers Sestrières. A plus de 3 km du sommet, Rohan Dennis n'est plus suivi que par Tao Geoghegan Hart et le maillot blanc Jai Hindley. Les différents groupes de favoris reprennent petit à petit les rescapés de l'échappée matinale. Hindley remporte ensuite le second sprint intermédiaire, devant Geoghegan Hart et Dennis. Dans le groupe maillot rose, João Almeida attaque à plus de 4 km de l'arrivée. Hindley attaque à quatre reprises, mais ne parvient pas à lâcher son rival. Geoghegan Hart devance finalement au sprint Hindley, tandis que Dennis prend la 3e place, à 25 secondes. Almeida termine à 1 minute 01, Bilbao et Kelderman à 1 minute 35, Nibali à 2 minutes 02, Pozzovivo à 2 minutes 09, Pernsteiner et Konrad à 2 minutes 28, Fuglsang à 2 minutes 36, Masnada à 2 minutes 41 et Majka à 11 minutes 52. Hindley s'empare du maillot rose, avec seulement 86 centièmes de seconde d'avance sur Tao Geoghegan Hart. Avoir les deux premiers du classement général dans la même seconde à la veille de l'arrivée, c'est inédit dans l'histoire des épreuves de trois semaines. Kelderman complète le podium, avec 1 minute 32 de retard. Bilbao et Almeida conservent leurs positions au classement, désormais à environ 3 minutes du maillot rose. Fuglsang et Masnada restent 6e et 9e du classement, tandis que Nibali passe devant Konrad. Ces quatre coureurs se tiennent toujours en près de 4 minutes. Majka chute au 12e rang, ce qui profite à Pozzovivo et surtout à Pernsteiner, désormais 10e à 10 minutes 08.

## Résultats

### Classement de l'étape
| \| Classement de l'étape \| Classement de l'étape \| Classement de l'étape \| Classement de l'étape \| Classement de l'étape \| \| Coureur \| Coureur \| Pays \| Équipe \| Temps \| \| --------------------- \| --------------------- \| --------------------- \| --------------------- \| --------------------- \| \| 1er \| Tao Geoghegan Hart \| Royaume-Uni \| Ineos Grenadiers \| 4 h 52 min 45 s \| \| 2e \| Jai Hindley \| Australie \| Team Sunweb \| + 0 s \| \| 3e \| Rohan Dennis \| Australie \| Ineos Grenadiers \| + 25 s \| \| 4e \| João Almeida \| Portugal \| Deceuninck-Quick Step \| + 1 min 01 s \| \| 5e \| Andrea Vendrame \| Italie \| AG2R La Mondiale \| + 1 min 34 s \| \| 6e \| Einer Rubio \| Colombie \| Movistar Team \| + 1 min 35 s \| \| 7e \| Pello Bilbao \| Espagne \| Bahrain McLaren \| + 1 min 35 s \| \| 8e \| Wilco Kelderman \| Pays-Bas \| Team Sunweb \| + 1 min 35 s \| \| 9e \| Attila Valter \| Hongrie \| CCC Team \| + 1 min 48 s \| \| 10e \| James Knox \| Royaume-Uni \| Deceuninck-Quick Step \| + 2 min 00 s \| |                    |             |                       |                 |
| |                    |             |                       |                 |
| Source : ProCyclingStats |                    |             |                       |                 |
| Classement de l'étape |                    |             |                       |                 |
| Coureur | Coureur            | Pays        | Équipe                | Temps           |
| 1er | Tao Geoghegan Hart | Royaume-Uni | Ineos Grenadiers      | 4 h 52 min 45 s |
| 2e | Jai Hindley        | Australie   | Team Sunweb           | + 0 s           |
| 3e | Rohan Dennis       | Australie   | Ineos Grenadiers      | + 25 s          |
| 4e | João Almeida       | Portugal    | Deceuninck-Quick Step | + 1 min 01 s    |
| 5e | Andrea Vendrame    | Italie      | AG2R La Mondiale      | + 1 min 34 s    |
| 6e | Einer Rubio        | Colombie    | Movistar Team         | + 1 min 35 s    |
| 7e | Pello Bilbao       | Espagne     | Bahrain McLaren       | + 1 min 35 s    |
| 8e | Wilco Kelderman    | Pays-Bas    | Team Sunweb           | + 1 min 35 s    |
| 9e | Attila Valter      | Hongrie     | CCC Team              | + 1 min 48 s    |
| 10e | James Knox         | Royaume-Uni | Deceuninck-Quick Step | + 2 min 00 s    |

### Points attribués pour le classement par points
| Sprint intermédiaire Saluzzo (km 52) | Sprint intermédiaire Saluzzo (km 52) | Sprint intermédiaire Saluzzo (km 52) | Sprint intermédiaire Saluzzo (km 52) | Sprint intermédiaire Saluzzo (km 52) |
| ------------------------------------ | ------------------------------------ | ------------------------------------ | ------------------------------------ | ------------------------------------ |
|                                      | Coureur                              | Pays                                 | Équipe                               | Point(s)                             |
| 1er                                  | Arnaud Démare                        | France                               | Groupama-FDJ                         | 12                                   |
| 2e                                   | Davide Ballerini                     | Italie                               | Deceuninck-Quick Step                | 8                                    |
| 3e                                   | Andrea Vendrame                      | Italie                               | AG2R La Mondiale                     | 6                                    |
| 4e                                   | Geoffrey Bouchard                    | France                               | AG2R La Mondiale                     | 5                                    |
| 5e                                   | Matthew Holmes                       | Royaume-Uni                          | Lotto-Soudal                         | 4                                    |
| 6e                                   | Tanel Kangert                        | Estonie                              | EF Pro Cycling                       | 3                                    |
| 7e                                   | Filippo Fiorelli                     | Italie                               | Bardiani CSF Faizanè                 | 2                                    |
| 8e                                   | Pieter Serry                         | Belgique                             | Deceuninck-Quick Step                | 1                                    |
| modifier                             |                                      |                                      |                                      |                                      |

| Arrivée d'étape Sestrières (km 190) | Arrivée d'étape Sestrières (km 190) | Arrivée d'étape Sestrières (km 190) | Arrivée d'étape Sestrières (km 190) | Arrivée d'étape Sestrières (km 190) |
| ----------------------------------- | ----------------------------------- | ----------------------------------- | ----------------------------------- | ----------------------------------- |
|                                     | Coureur                             | Pays                                | Équipe                              | Point(s)                            |
| 1er                                 | Tao Geoghegan Hart                  | Royaume-Uni                         | Ineos Grenadiers                    | 15                                  |
| 2e                                  | Jai Hindley                         | Australie                           | Sunweb                              | 12                                  |
| 3e                                  | Rohan Dennis                        | Australie                           | Ineos Grenadiers                    | 9                                   |
| 4e                                  | João Almeida                        | Portugal                            | Deceuninck-Quick Step               | 7                                   |
| 5e                                  | Andrea Vendrame                     | Italie                              | AG2R La Mondiale                    | 6                                   |
| 6e                                  | Einer Rubio                         | Colombie                            | Movistar                            | 5                                   |
| 7e                                  | Peio Bilbao                         | Espagne                             | Bahrain-McLaren                     | 4                                   |
| 8e                                  | Wilco Kelderman                     | Pays-Bas                            | Sunweb                              | 3                                   |
| 9e                                  | Attila Valter                       | Honduras                            | CCC Team                            | 2                                   |
| 10e                                 | James Knox                          | Royaume-Uni                         | Deceuninck-Quick Step               | 1                                   |
| modifier                            |                                     |                                     |                                     |                                     |

### Points attribués pour le classement du meilleur grimpeur
| Sestrières (km 137,9) 2e catégorie (31,8 km à 4%) | Sestrières (km 137,9) 2e catégorie (31,8 km à 4%) | Sestrières (km 137,9) 2e catégorie (31,8 km à 4%) | Sestrières (km 137,9) 2e catégorie (31,8 km à 4%) | Sestrières (km 137,9) 2e catégorie (31,8 km à 4%) |
| ------------------------------------------------- | ------------------------------------------------- | ------------------------------------------------- | ------------------------------------------------- | ------------------------------------------------- |
|                                                   | Coureur                                           | Pays                                              | Équipe                                            | Point(s)                                          |
| 1er                                               | Filippo Fiorelli                                  | Italie                                            | Bardiani CSF Faizanè                              | 18                                                |
| 2e                                                | Davide Ballerini                                  | Italie                                            | Deceuninck-Quick Step                             | 8                                                 |
| 3e                                                | Geoffrey Bouchard                                 | France                                            | AG2R La Mondiale                                  | 6                                                 |
| 4e                                                | Brandon McNulty                                   | États-Unis                                        | UAE Emirates                                      | 4                                                 |
| 5e                                                | Matthew Holmes                                    | Royaume-Uni                                       | Lotto-Soudal                                      | 2                                                 |
| 6e                                                | Tanel Kangert                                     | Estonie                                           | EF Pro Cycling                                    | 1                                                 |
| modifier                                          |                                                   |                                                   |                                                   |                                                   |

| Sestrières (km 163,3) 1re catégorie (6,9 km à 7,2%) | Sestrières (km 163,3) 1re catégorie (6,9 km à 7,2%) | Sestrières (km 163,3) 1re catégorie (6,9 km à 7,2%) | Sestrières (km 163,3) 1re catégorie (6,9 km à 7,2%) | Sestrières (km 163,3) 1re catégorie (6,9 km à 7,2%) |
| --------------------------------------------------- | --------------------------------------------------- | --------------------------------------------------- | --------------------------------------------------- | --------------------------------------------------- |
|                                                     | Coureur                                             | Pays                                                | Équipe                                              | Point(s)                                            |
| 1er                                                 | Einer Rubio                                         | Colombie                                            | Movistar                                            | 40                                                  |
| 2e                                                  | Pieter Serry                                        | Belgique                                            | Deceuninck-Quick Step                               | 18                                                  |
| 3e                                                  | Davide Ballerini                                    | Italie                                              | Deceuninck-Quick Step                               | 12                                                  |
| 4e                                                  | Geoffrey Bouchard                                   | France                                              | AG2R La Mondiale                                    | 9                                                   |
| 5e                                                  | Amanuel Gebrezgabihier                              | Érythrée                                            | NTT Pro Cycling                                     | 6                                                   |
| 6e                                                  | Rohan Dennis                                        | Australie                                           | Ineos Grenadiers                                    | 4                                                   |
| 7e                                                  | Tao Geoghegan Hart                                  | Royaume-Uni                                         | Ineos Grenadiers                                    | 2                                                   |
| 8e                                                  | Jai Hindley                                         | Australie                                           | Sunweb                                              | 1                                                   |
| modifier                                            |                                                     |                                                     |                                                     |                                                     |

| \| Sestrières (km 190) 1re catégorie (6,9 km à 7,2%) \| Sestrières (km 190) 1re catégorie (6,9 km à 7,2%) \| Sestrières (km 190) 1re catégorie (6,9 km à 7,2%) \| Sestrières (km 190) 1re catégorie (6,9 km à 7,2%) \| Sestrières (km 190) 1re catégorie (6,9 km à 7,2%) \| \| ------------------------------------------------- \| ------------------------------------------------- \| ------------------------------------------------- \| ------------------------------------------------- \| ------------------------------------------------- \| \| \| Coureur \| Pays \| Équipe \| Point(s) \| \| 1er \| Tao Geoghegan Hart \| Royaume-Uni \| Ineos Grenadiers \| 40 \| \| 2e \| Jai Hindley \| Australie \| Sunweb \| 18 \| \| 3e \| Rohan Dennis \| Australie \| Ineos Grenadiers \| 12 \| \| 4e \| João Almeida \| Portugal \| Deceuninck-Quick Step \| 9 \| \| 5e \| Andrea Vendrame \| Italie \| AG2R La Mondiale \| 6 \| \| 6e \| Einer Rubio \| Colombie \| Movistar \| 4 \| \| 7e \| Peio Bilbao \| Espagne \| Bahrain-McLaren \| 2 \| \| 8e \| Wilco Kelderman \| Pays-Bas \| Sunweb \| 1 \| \| modifier \| \| \| \| \| |                    |             |                       |          |
| Sestrières (km 190) 1re catégorie (6,9 km à 7,2%) |                    |             |                       |          |
| | Coureur            | Pays        | Équipe                | Point(s) |
| 1er | Tao Geoghegan Hart | Royaume-Uni | Ineos Grenadiers      | 40       |
| 2e | Jai Hindley        | Australie   | Sunweb                | 18       |
| 3e | Rohan Dennis       | Australie   | Ineos Grenadiers      | 12       |
| 4e | João Almeida       | Portugal    | Deceuninck-Quick Step | 9        |
| 5e | Andrea Vendrame    | Italie      | AG2R La Mondiale      | 6        |
| 6e | Einer Rubio        | Colombie    | Movistar              | 4        |
| 7e | Peio Bilbao        | Espagne     | Bahrain-McLaren       | 2        |
| 8e | Wilco Kelderman    | Pays-Bas    | Sunweb                | 1        |
| modifier |                    |             |                       |          |

### Points attribués pour le classement des sprints intermédiaires
| Sprint intermédiaire Saluzzo (km 52) | Sprint intermédiaire Saluzzo (km 52) | Sprint intermédiaire Saluzzo (km 52) | Sprint intermédiaire Saluzzo (km 52) | Sprint intermédiaire Saluzzo (km 52) |
| ------------------------------------ | ------------------------------------ | ------------------------------------ | ------------------------------------ | ------------------------------------ |
|                                      | Coureur                              | Pays                                 | Équipe                               | Point(s)                             |
| 1er                                  | Arnaud Démare                        | France                               | Groupama-FDJ                         | 10                                   |
| 2e                                   | Davide Ballerini                     | Italie                               | Deceuninck-Quick Step                | 6                                    |
| 3e                                   | Andrea Vendrame                      | Italie                               | AG2R La Mondiale                     | 3                                    |
| 4e                                   | Geoffrey Bouchard                    | France                               | AG2R La Mondiale                     | 2                                    |
| 5e                                   | Matthew Holmes                       | Royaume-Uni                          | Lotto-Soudal                         | 1                                    |
| modifier                             |                                      |                                      |                                      |                                      |

| Sprint intermédiaire Sauze di Cesana (km 183,2) | Sprint intermédiaire Sauze di Cesana (km 183,2) | Sprint intermédiaire Sauze di Cesana (km 183,2) | Sprint intermédiaire Sauze di Cesana (km 183,2) | Sprint intermédiaire Sauze di Cesana (km 183,2) |
| ----------------------------------------------- | ----------------------------------------------- | ----------------------------------------------- | ----------------------------------------------- | ----------------------------------------------- |
|                                                 | Coureur                                         | Pays                                            | Équipe                                          | Point(s)                                        |
| 1er                                             | Jai Hindley                                     | Australie                                       | Sunweb                                          | 10                                              |
| 2e                                              | Tao Geoghegan Hart                              | Royaume-Uni                                     | Ineos Grenadiers                                | 6                                               |
| 3e                                              | Rohan Dennis                                    | Australie                                       | Ineos Grenadiers                                | 3                                               |
| 4e                                              | Andrea Vendrame                                 | Italie                                          | AG2R La Mondiale                                | 2                                               |
| 5e                                              | Pieter Serry                                    | Belgique                                        | Deceuninck-Quick Step                           | 1                                               |
| modifier                                        |                                                 |                                                 |                                                 |                                                 |

### Bonifications
|   | Coureur            | Pays        | Équipe           | Secondes |
| - | ------------------ | ----------- | ---------------- | -------- |
| 1 | Jai Hindley        | Australie   | Sunweb           | 3 s      |
| 2 | Tao Geoghegan Hart | Royaume-Uni | Ineos Grenadiers | 2 s      |
| 3 | Rohan Dennis       | Australie   | Ineos Grenadiers | 1 s      |

|   | Coureur            | Pays        | Équipe           | Secondes |
| - | ------------------ | ----------- | ---------------- | -------- |
| 1 | Tao Geoghegan Hart | Royaume-Uni | Ineos Grenadiers | 10 s     |
| 2 | Jai Hindley        | Australie   | Sunweb           | 6 s      |
| 3 | Rohan Dennis       | Australie   | Ineos Grenadiers | 4 s      |

## Classements à l'issue de l'étape

### Classement général
| \| Classement général \| Classement général \| Classement général \| Classement général \| Classement général \| \| Coureur \| Coureur \| Pays \| Équipe \| Temps \| \| ------------------ \| ------------------- \| ------------------ \| --------------------- \| ------------------ \| \| 1er \| Jai Hindley \| Australie \| Team Sunweb \| 85 h 22 min 07 s \| \| 2e \| Tao Geoghegan Hart \| Royaume-Uni \| Ineos Grenadiers \| + 0 s \| \| 3e \| Wilco Kelderman \| Pays-Bas \| Team Sunweb \| + 1 min 32 s \| \| 4e \| Pello Bilbao \| Espagne \| Bahrain McLaren \| + 2 min 51 s \| \| 5e \| João Almeida \| Portugal \| Deceuninck-Quick Step \| + 3 min 14 s \| \| 6e \| Jakob Fuglsang \| Danemark \| Astana \| + 6 min 32 s \| \| 7e \| Vincenzo Nibali \| Italie \| Trek-Segafredo \| + 7 min 46 s \| \| 8e \| Patrick Konrad \| Autriche \| Bora-Hansgrohe \| + 8 min 05 s \| \| 9e \| Fausto Masnada \| Italie \| Deceuninck-Quick Step \| + 9 min 24 s \| \| 10e \| Hermann Pernsteiner \| Autriche \| Bahrain McLaren \| + 10 min 08 s \| |                     |             |                       |                  |
| |                     |             |                       |                  |
| Source : ProCyclingStats |                     |             |                       |                  |
| Classement général |                     |             |                       |                  |
| Coureur | Coureur             | Pays        | Équipe                | Temps            |
| 1er | Jai Hindley         | Australie   | Team Sunweb           | 85 h 22 min 07 s |
| 2e | Tao Geoghegan Hart  | Royaume-Uni | Ineos Grenadiers      | + 0 s            |
| 3e | Wilco Kelderman     | Pays-Bas    | Team Sunweb           | + 1 min 32 s     |
| 4e | Pello Bilbao        | Espagne     | Bahrain McLaren       | + 2 min 51 s     |
| 5e | João Almeida        | Portugal    | Deceuninck-Quick Step | + 3 min 14 s     |
| 6e | Jakob Fuglsang      | Danemark    | Astana                | + 6 min 32 s     |
| 7e | Vincenzo Nibali     | Italie      | Trek-Segafredo        | + 7 min 46 s     |
| 8e | Patrick Konrad      | Autriche    | Bora-Hansgrohe        | + 8 min 05 s     |
| 9e | Fausto Masnada      | Italie      | Deceuninck-Quick Step | + 9 min 24 s     |
| 10e | Hermann Pernsteiner | Autriche    | Bahrain McLaren       | + 10 min 08 s    |

| Classement par points | Classement par points | Classement par points | Classement par points       | Classement par points |
| Coureur               | Coureur               | Pays                  | Équipe                      | Points                |
| --------------------- | --------------------- | --------------------- | --------------------------- | --------------------- |
| 1er                   | Arnaud Démare         | France                | Groupama-FDJ                | 233 pts               |
| 2e                    | Peter Sagan           | Slovaquie             | Bora-Hansgrohe              | 184 pts               |
| 3e                    | João Almeida          | Portugal              | Deceuninck-Quick Step       | 101 pts               |
| 4e                    | Andrea Vendrame       | Italie                | AG2R La Mondiale            | 78 pts                |
| 5e                    | Diego Ulissi          | Italie                | UAE Team Emirates           | 77 pts                |
| 6e                    | Josef Černý           | Tchéquie              | CCC Team                    | 73 pts                |
| 7e                    | Filippo Ganna         | Italie                | Ineos Grenadiers            | 72 pts                |
| 8e                    | Simon Pellaud         | Suisse                | Androni Giocattoli-Sidermec | 70 pts                |
| 9e                    | Tao Geoghegan Hart    | Royaume-Uni           | Ineos Grenadiers            | 66 pts                |
| 10e                   | Patrick Konrad        | Autriche              | Bora-Hansgrohe              | 61 pts                |

| Classement par points | Classement par points | Classement par points | Classement par points       | Classement par points |
| Coureur               | Coureur               | Pays                  | Équipe                      | Points                |
| --------------------- | --------------------- | --------------------- | --------------------------- | --------------------- |
| 1er                   | Arnaud Démare         | France                | Groupama-FDJ                | 233 pts               |
| 2e                    | Peter Sagan           | Slovaquie             | Bora-Hansgrohe              | 184 pts               |
| 3e                    | João Almeida          | Portugal              | Deceuninck-Quick Step       | 101 pts               |
| 4e                    | Andrea Vendrame       | Italie                | AG2R La Mondiale            | 78 pts                |
| 5e                    | Diego Ulissi          | Italie                | UAE Team Emirates           | 77 pts                |
| 6e                    | Josef Černý           | Tchéquie              | CCC Team                    | 73 pts                |
| 7e                    | Filippo Ganna         | Italie                | Ineos Grenadiers            | 72 pts                |
| 8e                    | Simon Pellaud         | Suisse                | Androni Giocattoli-Sidermec | 70 pts                |
| 9e                    | Tao Geoghegan Hart    | Royaume-Uni           | Ineos Grenadiers            | 66 pts                |
| 10e                   | Patrick Konrad        | Autriche              | Bora-Hansgrohe              | 61 pts                |

| Classement de la montagne | Classement de la montagne | Classement de la montagne | Classement de la montagne | Classement de la montagne |
| Coureur                   | Coureur                   | Pays                      | Équipe                    | Points                    |
| ------------------------- | ------------------------- | ------------------------- | ------------------------- | ------------------------- |
| 1er                       | Ruben Guerreiro           | Portugal                  | EF Pro Cycling            | 234 pts                   |
| 2e                        | Tao Geoghegan Hart        | Royaume-Uni               | Ineos Grenadiers          | 157 pts                   |
| 3e                        | Thomas De Gendt           | Belgique                  | Lotto-Soudal              | 122 pts                   |
| 4e                        | Rohan Dennis              | Australie                 | Ineos Grenadiers          | 119 pts                   |
| 5e                        | Ben O'Connor              | Australie                 | NTT Pro Cycling           | 71 pts                    |
| 6e                        | Jai Hindley               | Australie                 | Team Sunweb               | 71 pts                    |
| 7e                        | Wilco Kelderman           | Pays-Bas                  | Team Sunweb               | 55 pts                    |
| 8e                        | Filippo Ganna             | Italie                    | Ineos Grenadiers          | 48 pts                    |
| 9e                        | Jonathan Castroviejo      | Espagne                   | Ineos Grenadiers          | 45 pts                    |
| 10e                       | Einer Rubio               | Colombie                  | Movistar Team             | 44 pts                    |

| Classement de la montagne | Classement de la montagne | Classement de la montagne | Classement de la montagne | Classement de la montagne |
| Coureur                   | Coureur                   | Pays                      | Équipe                    | Points                    |
| ------------------------- | ------------------------- | ------------------------- | ------------------------- | ------------------------- |
| 1er                       | Ruben Guerreiro           | Portugal                  | EF Pro Cycling            | 234 pts                   |
| 2e                        | Tao Geoghegan Hart        | Royaume-Uni               | Ineos Grenadiers          | 157 pts                   |
| 3e                        | Thomas De Gendt           | Belgique                  | Lotto-Soudal              | 122 pts                   |
| 4e                        | Rohan Dennis              | Australie                 | Ineos Grenadiers          | 119 pts                   |
| 5e                        | Ben O'Connor              | Australie                 | NTT Pro Cycling           | 71 pts                    |
| 6e                        | Jai Hindley               | Australie                 | Team Sunweb               | 71 pts                    |
| 7e                        | Wilco Kelderman           | Pays-Bas                  | Team Sunweb               | 55 pts                    |
| 8e                        | Filippo Ganna             | Italie                    | Ineos Grenadiers          | 48 pts                    |
| 9e                        | Jonathan Castroviejo      | Espagne                   | Ineos Grenadiers          | 45 pts                    |
| 10e                       | Einer Rubio               | Colombie                  | Movistar Team             | 44 pts                    |

| Classement du meilleur jeune | Classement du meilleur jeune | Classement du meilleur jeune | Classement du meilleur jeune | Classement du meilleur jeune |
| Coureur                      | Coureur                      | Pays                         | Équipe                       | Temps                        |
| ---------------------------- | ---------------------------- | ---------------------------- | ---------------------------- | ---------------------------- |
| 1er                          | Jai Hindley                  | Australie                    | Team Sunweb                  | 85 h 22 min 07 s             |
| 2e                           | Tao Geoghegan Hart           | Royaume-Uni                  | Ineos Grenadiers             | + 0 s                        |
| 3e                           | João Almeida                 | Portugal                     | Deceuninck-Quick Step        | + 3 min 14 s                 |
| 4e                           | Sergio Samitier              | Espagne                      | Movistar Team                | + 34 min 12 s                |
| 5e                           | James Knox                   | Royaume-Uni                  | Deceuninck-Quick Step        | + 36 min 46 s                |
| 6e                           | Brandon McNulty              | États-Unis                   | UAE Team Emirates            | + 38 min 22 s                |
| 7e                           | Aurélien Paret-Peintre       | France                       | AG2R La Mondiale             | + 44 min 49 s                |
| 8e                           | Ben O'Connor                 | Australie                    | NTT Pro Cycling              | + 1 h 02 min 37 s            |
| 9e                           | Sam Oomen                    | Pays-Bas                     | Team Sunweb                  | + 1 h 03 min 10 s            |
| 10e                          | Matteo Fabbro                | Italie                       | Bora-Hansgrohe               | + 1 h 12 min 47 s            |

| Classement du meilleur jeune | Classement du meilleur jeune | Classement du meilleur jeune | Classement du meilleur jeune | Classement du meilleur jeune |
| Coureur                      | Coureur                      | Pays                         | Équipe                       | Temps                        |
| ---------------------------- | ---------------------------- | ---------------------------- | ---------------------------- | ---------------------------- |
| 1er                          | Jai Hindley                  | Australie                    | Team Sunweb                  | 85 h 22 min 07 s             |
| 2e                           | Tao Geoghegan Hart           | Royaume-Uni                  | Ineos Grenadiers             | + 0 s                        |
| 3e                           | João Almeida                 | Portugal                     | Deceuninck-Quick Step        | + 3 min 14 s                 |
| 4e                           | Sergio Samitier              | Espagne                      | Movistar Team                | + 34 min 12 s                |
| 5e                           | James Knox                   | Royaume-Uni                  | Deceuninck-Quick Step        | + 36 min 46 s                |
| 6e                           | Brandon McNulty              | États-Unis                   | UAE Team Emirates            | + 38 min 22 s                |
| 7e                           | Aurélien Paret-Peintre       | France                       | AG2R La Mondiale             | + 44 min 49 s                |
| 8e                           | Ben O'Connor                 | Australie                    | NTT Pro Cycling              | + 1 h 02 min 37 s            |
| 9e                           | Sam Oomen                    | Pays-Bas                     | Team Sunweb                  | + 1 h 03 min 10 s            |
| 10e                          | Matteo Fabbro                | Italie                       | Bora-Hansgrohe               | + 1 h 12 min 47 s            |

| Classement par équipes | Classement par équipes | Classement par équipes | Classement par équipes |
| Équipe                 | Équipe                 | Pays                   | Temps                  |
| ---------------------- | ---------------------- | ---------------------- | ---------------------- |
| 1re                    | Ineos Grenadiers       | Royaume-Uni            | 256 h 22 min 40 s      |
| 2e                     | Deceuninck-Quick Step  | Belgique               | + 20 min 37 s          |
| 3e                     | Team Sunweb            | Allemagne              | + 27 min 43 s          |
| 4e                     | Bahrain McLaren        | Bahreïn                | + 30 min 22 s          |
| 5e                     | Bora-Hansgrohe         | Allemagne              | + 1 h 09 min 29 s      |
| 6e                     | NTT Pro Cycling        | Afrique du Sud         | + 1 h 48 min 39 s      |
| 7e                     | AG2R La Mondiale       | France                 | + 2 h 01 min 45 s      |
| 8e                     | Movistar Team          | Espagne                | + 2 h 02 min 59 s      |
| 9e                     | Astana                 | Kazakhstan             | + 2 h 26 min 49 s      |
| 10e                    | Trek-Segafredo         | États-Unis             | + 2 h 37 min 51 s      |

| Classement par équipes | Classement par équipes | Classement par équipes | Classement par équipes |
| Équipe                 | Équipe                 | Pays                   | Temps                  |
| ---------------------- | ---------------------- | ---------------------- | ---------------------- |
| 1re                    | Ineos Grenadiers       | Royaume-Uni            | 256 h 22 min 40 s      |
| 2e                     | Deceuninck-Quick Step  | Belgique               | + 20 min 37 s          |
| 3e                     | Team Sunweb            | Allemagne              | + 27 min 43 s          |
| 4e                     | Bahrain McLaren        | Bahreïn                | + 30 min 22 s          |
| 5e                     | Bora-Hansgrohe         | Allemagne              | + 1 h 09 min 29 s      |
| 6e                     | NTT Pro Cycling        | Afrique du Sud         | + 1 h 48 min 39 s      |
| 7e                     | AG2R La Mondiale       | France                 | + 2 h 01 min 45 s      |
| 8e                     | Movistar Team          | Espagne                | + 2 h 02 min 59 s      |
| 9e                     | Astana                 | Kazakhstan             | + 2 h 26 min 49 s      |
| 10e                    | Trek-Segafredo         | États-Unis             | + 2 h 37 min 51 s      |

## Abandons
Aucun abandon